# 普熱沃斯克
普熱沃斯克（Przeworsk，羅馬化：Perevors'k）是位於波蘭東南部的城市，2009年6月2日，有人口15,675人。自1999年起，屬喀爾巴阡山省。
50°04′N 22°30′E / 50.067°N 22.500°E